# Norvegia ai XX Giochi olimpici invernali
La Norvegia partecipò ai XX Giochi olimpici invernali, svoltisi a Torino, Italia, dall'11 al 19 febbraio 2006, con una delegazione di 69 atleti impegnati in dieci discipline.